# Gran ópera de Belfast
La Gran ópera de Belfast es un teatro en la ciudad de Belfast, capital de Irlanda del Norte, en el Reino unido diseñado por uno de los arquitectos más prolíficos de teatros de la época, Frank Matcham. Se inauguró el 23 de diciembre de 1895.
De acuerdo con The Theatres Trust su "magnífico auditorio es probablemente el mejor ejemplo de la supervivencia en el Reino Unido del estilo oriental aplicado a la arquitectura de Teatros".
Su nombre se cambió a Palacio de Variedades en 1904, aunque volvió a su nombre original en 1909.